# At the Racket
At the Racket is een Ierse band die in 1997 werd opgericht door John Carty viool, banjo en fluit, Garry O'Brian piano en gitaar, Brian McGrath piano, mandoline, banjo, Seamus O'Donnell fluit, saxofoon en zang. In hetzelfde jaar kwam hun eerste album uit. Na het volgende album ging Garry O’Brian weg bij de formatie en kwamen Seamus O’Dowd, Brid Dooley en John Blake als muzikanten bij At The Racket.
Zij hebben ondertussen opgetreden in Groot-Brittannië, Duitsland, Denemarken, Nederland en op verschillende festivals.

## Discografie
- At The Racket - 1997
- Mirth Making Heroes – 2001